# Donna Douglas
Donna Douglas (Pride, Louisiana, 26 de setembre de 1932 - Zachary, Louisiana, 1 de gener de 2015) va ser una actriu i comediant estatunidenca, més coneguda per interpretar a Elly May Clampett en la sèrie de CBS, The Beverly Hillbillies (1962-1971). A més de la seva carrera com a actriu, Douglas també era en una agent de béns seents, una cantant de gòspel i autora de llibres per a nens i adults.

## Primers anys
Donna Douglas va néixer amb el nom de Doris Smith en la comunitat de Pride, Estats Units el 26 de setembre de 1932. Donna era la menor de dos germans i els seus pares van ser Emmett Ratcliff Smith i la seva mare va ser Elma Robinson Smith. El seu nom de naixement està com Dorothy Smith o Doris.
Douglas va anar a la St. Gerard Catholic High School, on ella va jugar softbol i bàsquet, i va ser membre de la primera promoció de l'escola. Douglas va ser nomenada "Miss Baton Rouge" i "Miss New Orleans" el 1957.

## Vida privada
El primer matrimoni de Douglas, va ser amb Roland Bourgeois Jr., el 1949, amb qui va tenir al seu únic fill, Danny Bourgeois el 1954. La parella es va divorciar aquest mateix any. Després, es va casar amb Robert Leeds, director de The Beverly Hillbillies el 1971; es van divorciar el 1980.
Douglas era amiga propera d'Ebsen durant 32 anys. En una entrevista que li van realitzar en 2011 amb The Lincoln Times-News, va descriure a Ebsen com "Un home meravellós, molt semblant al seu propi pare (de Douglas), un home tranquil, reservat i acurat".
En 2003, la mare de Douglas i Ebsen van morir. Douglas i Baer van visitar a Ebsen a l'hospital. Una dècada més tard, Douglas va revelar la profunditat dels seus sentiments per Ebsen en una entrevista amb "Confessions of a Pop Culture Addict".

## Últims anys i mort

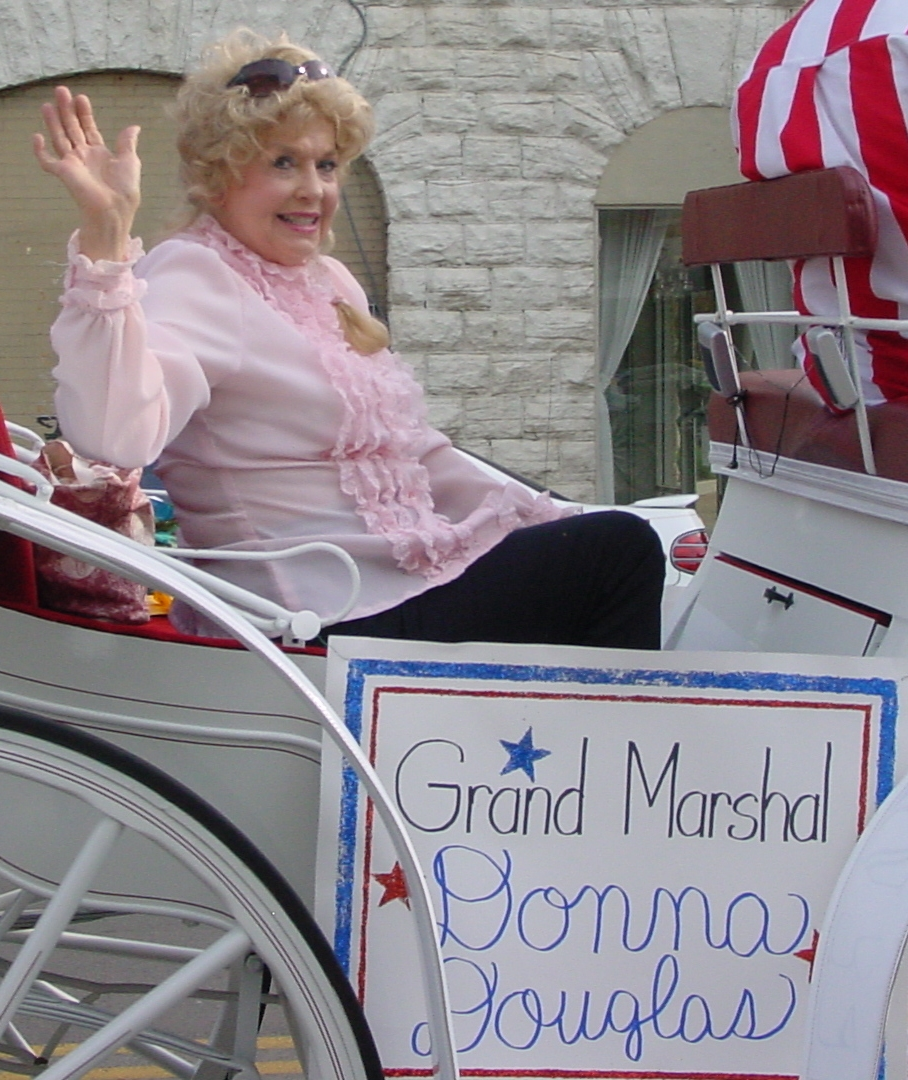
Douglas en una desfilada a Lawrenceburg, Tennessee

A més dels freqüents viatges per la presència de celebritats i discursos, Douglas va gaudir de jardineria, passar temps amb amics i familiars, entre altres coses.
Douglas va morir en el Baton Rouge General Hospital, l'1 de gener de 2015 als seus 82 anys, d'un càncer de pàncrees.
Charlene Smith, neboda de Douglas, va dir que Douglas va tornar a viure a East Baton Rouge Parish en 2005. "Ella sempre estava contenta, sempre bella, ella mai va mirar la seva edat". Smith va dir que en el Nadal 2014, Douglas li va donar una bíblia que havia signat.

## Filmografia

### Cinema
- Career (1959) ... Marjorie Burke
- Li'l Abner (1959)
- Lover Come Back (1961) ... Deborah
- Frankie and Johnny (1966) ... Frankie

### Televisió
- Bachelor Father (1959) ... Alice
- U.S. Marshal (1959) ... Joyce Markham
- The Twilight Zone (1960) ... Janet Tyler
- Lock-Up (1960) ... Gloria Larkey
- Whirlybirds (1960) ... Girl
- The Detectives (1960) ... Sandra Hoyle
- Route 66 (1960) ... Dana
- 77 Sunset Strip (1961) ... Rhoda Sheridan
- Hennesey (1961) ... Sheree
- The Aquanauts (1961) ... Nancy Gard
- Michael Shayne (1961) ... Dusa Quick
- Surfside 6 (1961)
- Dr. Kildare (1961)
- Pete and Gladys
- Mister Ed (1961?1962) ...Jane Parker
- The Twilight Zone (1962) ... Dona
- Sam Benedict (1961) ... Francine
- The Beverly Hillbillies (1962?1971) ... Elly May Clampett
- The Defenders (1964) ... Mary Andrews
- Night Gallery (1972) ... Mildred McVane
- Adam-12 (1972) ... Nina Draper
- The Super Mario Bros. Super Show! (1989)
- The Jerry Springer Show (1993)
- The Nanny (1999)

## Discografia
- The Beverly Hillbillies (soundtrack) (1963)
- Donna Douglas Sings Gospel (1982)
- Here Come the Critters (1983)
- Donna Douglas Sings Gospel II (1986)
- Back on the Mountain (1989)